# شي تينغماو
شي تينغماو (بالصينية: 施廷懋؛ بينيين: Shī Tíngmào؛ من مواليد 31 أغسطس 1991) هي لاعبة غطس صينية مثلت فريق الغطص في تشونغتشينغ. هيمنت في أحداث القفز من ارتفاع 3 أمتار في العقد الأول من القرن الحادي والعشرين. فازت بأربع ميداليات ذهبية في المسابقات الأولمبية، اثنتان في دورة الألعاب الأولمبية الصيفية 2016، في دورة الألعاب الأولمبية الصيفية 2020، كررت نجاحها في عام 2016 وفازت بالميدالية الذهبية في القفز المتزامن من منصة 3 أمتار للسيدات مع وانج هان. كما فازت مرة أخرى بالميدالية الذهبية في القفز من المنصة على ارتفاع 3 أمتار. كما حصلت على ثماني ميداليات ذهبية في بطولة العالم للألعاب المائية.
تعتبر شي واحدة من أعظم الغواصات في التاريخ، ظهرت لأول مرة في الغطس في عام 2008، وفازت بالميدالية الذهبية في الغطس من ارتفاع ثلاثة أمتار في البطولات الوطنية الصينية، منذ ذلك الحين فازت بسبع ميداليات ذهبية في بطولة العالم وفازت بميداليتين ذهبيتين في كل لعبة في مسابقة القفز من المنصة للسيدات من ارتفاع ثلاثة أمتار ومسابقة الغطس المتزامن من ارتفاع ثلاثة أمتار. بالإضافة إلى ذلك، تم اختيارها كأفضل غطاسة في الاتحاد الدولي للسباحة ست مرات، من عام 2015 إلى عام 2019 ثم مرة أخرى في عام 2021، أفادت التقارير بحسب شركة سي سي تي في الإعلامية الصينية أن اللاعبة البالغة من العمر 30 عامًا إن أولمبياد طوكيو ستكون الأخيرة لها بعد انتهاء الألعاب، ستدخل الخطوة التالية في حياتها المهنية كمدربة مساعدة للمنتخب الوطني الصيني.

## روابط خارجية
شي تينغماو في موقع الاتحاد الدولي للسباحة